# Heydərabad
Heydərabad è una città dell'Azerbaigian, capoluogo del distretto di Sədərək, che fa parte della Repubblica Autonoma di Naxçıvan.